# براكستون براج
براكستون براج (بالإنجليزية: Braxton Bragg) ، من مواليد 22 مارس 1817 في وارينتون بولاية نورث كارولاينا الأمريكية، وتوفي بتاريخ 27 سبتمبر سنة 1876 في ولاية تكساس، وعمره يناهز 59 عاماً، وهو عسكري أمريكي من أتباع دولة الولايات الكونفدرالية الأمريكية ، خاض عدة معارك مثل معركة نهر ستونز وقلعة فيشر وغيرها.

## وصلات خارجية
- براكستون براج على موقع الموسوعة البريطانية (الإنجليزية)
- براكستون براج على موقع إن إن دي بي (الإنجليزية)

- Biography of Braxton Bragg نسخة محفوظة 26 سبتمبر 2007 على موقع واي باك مشين.
- Military biography of Braxton Bragg الأكاديمية العسكرية الأمريكية
- "براكستون براج". فايند أغريف. اطلع عليه بتاريخ 2010-08-17.
- General Braxton Bragg Home Page